# Kugelstrahlen

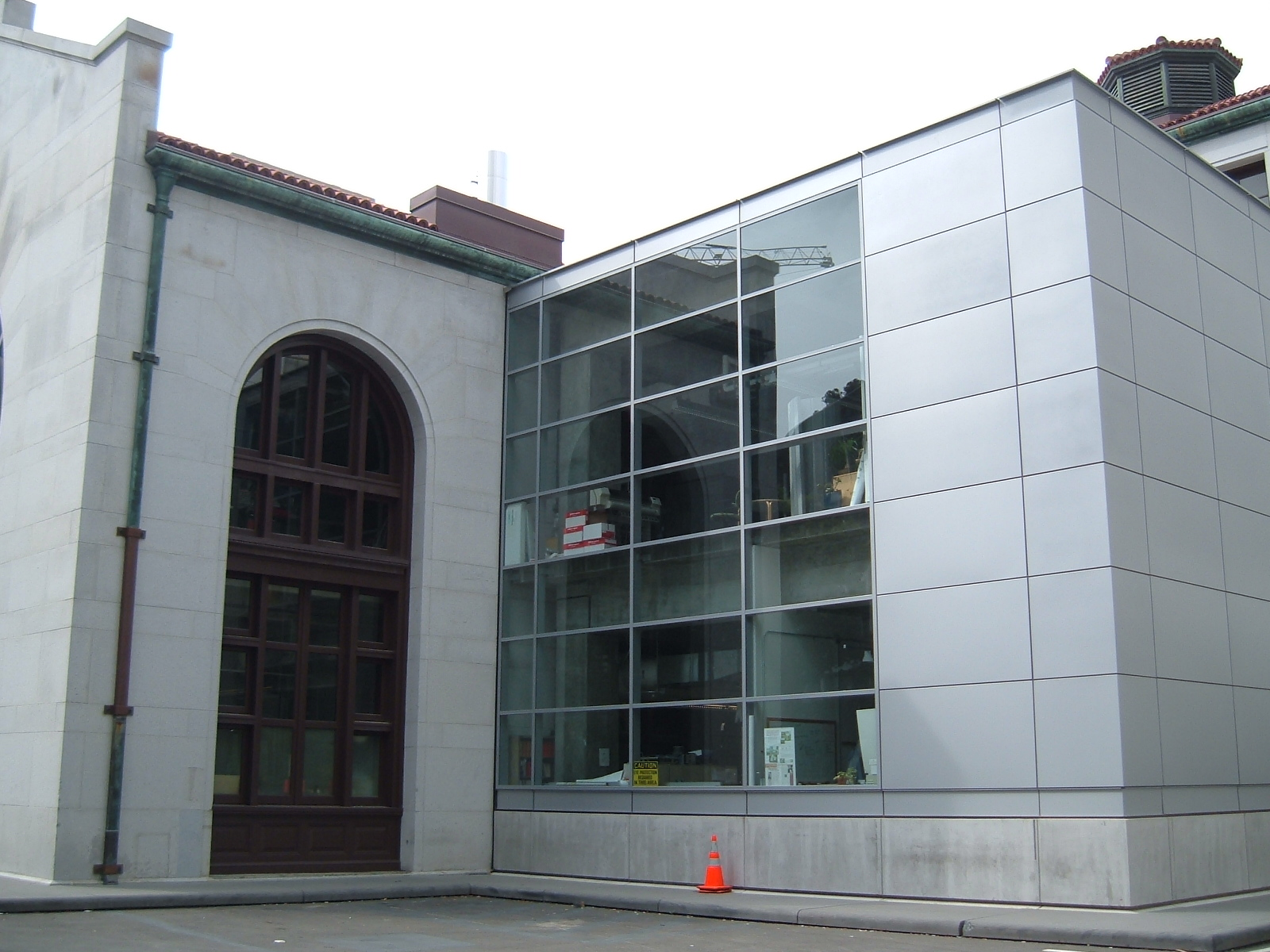
Kugelgestrahlte Aluminiumfassade (rechts)

Das Kugelstrahlen (engl. Shot peening) ist eine Anwendung des Strahlens mit kugeligem Strahlmittel, das zuvor in der inzwischen zurückgezogenen DIN 8200 geregelt wurde.
Kugelstrahlen ist eine Oberflächenbehandlung. Dabei werden mittels Schleuderrad-, Injektor- oder Druckluft-Strahlanlagen bei meist 2–7 bar kleine Strahlmittelkörner mit hoher Geschwindigkeit gegen die zu behandelnde Oberfläche (Strahlgut) geschleudert. Das Ziel dieser Behandlung ist die Verbesserung von Oberflächeneigenschaften, beispielsweise erhöhte Lebensdauer bei Ermüdungsbelastung, reduzierte Spannungsrisskorrosion und verbesserte Widerstandsfähigkeit gegen Fretting (Korrosionsermüdung).
Das Verfestigungsstrahlen wird schon lange in der Luftfahrtindustrie für die Schaufelräder von Triebwerken genutzt, sowie in der Bautechnik und im Fassadenbau, hält aber inzwischen auch in anderen Branchen Einzug, wie z. B. im Motoren- oder Getriebebau.
Die üblichen Einsatzgebiete sind das Verfestigungs- bzw. Verdichtungsstrahlen, Oberflächenveredelungsstrahlen, Strahlspanen, Reinigungs- sowie das Umformstrahlen.
Im Bauwesen wird das Kugelstrahlen zur Reinigung und Vorbereitung von Oberflächen eingesetzt.
Schlecht haftende Schichten können von Oberflächen entfernt werden, um mit einer nachfolgenden Beschichtung den erforderlichen Haftzugwert von > 1,5 N zu erreichen.

## Verfestigungsstrahlen/Kugelstrahlverfestigen
Durch das Auftreffen der Kugeln werden künstlich Fehler (Fehlstellen) ins Atomgitter eingebracht, die wie bei der Autofrettage zu einer lokalen Verdichtung des Materials führen und damit Druckeigenspannungen hervorrufen. (Es wird auf der Zugseite eines Werkstückes kugelgestrahlt, um Druckeigenspannungen zu erzeugen, die dann wiederum den Zugspannungen entgegenwirken).
Ein großer Nachteil dieses Verfahrens ist, dass durch falsche Prozessführung (z. B. zu hoher Druck, zu geringer Abstand vom Strahlgut) eine Schwächung des Bauteils hervorgerufen werden kann. Mögliche Folgen sind verringerte Dauerfestigkeit und Biegewechselfestigkeit des Werkstückes. Um diesem entgegenzuwirken, wurden seit Entwicklung des Verfahrens (ca. 1935) verschiedene Prüfmechanismen wie z. B. Almenintensität, Deckungsgradkontrolle oder Peenscan (eine leuchtende Farbe, die unter ultraviolettem Licht sichtbar wird) eingeführt.
Das Verfestigungsstrahlen wird schon lange in der Luftfahrtindustrie für die Schaufelräder von Triebwerken genutzt, hält aber inzwischen auch in anderen Branchen Einzug, wie z. B. im Motoren- oder Getriebebau.
Die Technik des Kugelstrahlverfestigens wurde inzwischen durch das Laser peening und Hochfrequenzhämmern ergänzt.
2014 implementierte Starrag einen Hochfrequenz-Hämmerprozess für die Turbinenbearbeitung, der die Aufgaben des Kugelstrahlens erfüllt und dieses somit ersetzt.
Wichtig beim Kugelstrahlen ist eine sichere Prozessführung, um die positiven Eigenschaften der Druckeigenspannungen und reproduzierbare Qualitäten zu erhalten. Bei der Almenintensitätsmessung, dem derzeit gängigen Verfahren zur Kontrolle des Strahlprozesses, wird ein kleines Plättchen aus gehärtetem Stahl  – das sogenannte Almenplättchen –  mit dem Strahlmittel beschossen. Aus der Krümmung des Plättchens kann man Rückschlüsse auf den Strahlprozess ziehen. Problematisch hierbei ist, dass für diese Messung der eigentliche Strahlprozess unterbrochen werden muss. Bei einem neueren Verfahren, das von der Firma  KSA Kugelstrahlzentrum Aachen GmbH entwickelt wurde, wird die Geschwindigkeit des Strahlmittels mittels einer Doppellichtschranke vor der Strahldüse gemessen.